# Taekwondo en los Juegos Asiáticos de 2022
El torneo de taekwondo en los Juegos Asiáticos de 2022 se realizó en Hangzhou (China), entre el 24 y el 28 de septiembre de 2023.
En total se disputaron en este deporte once pruebas diferentes, cinco masculinas, cinco femeninas y una mixta.

## Resultados

### Masculino
| Evento | Oro                          | Plata                       | Bronce                                                    |
| ------ | ---------------------------- | --------------------------- | --------------------------------------------------------- |
| –58 kg | Jang Jun Corea del Sur       | Mehdi Hayimusai Irán        | Mohsen Rezaí Afganistán Cheng Kai China                   |
| –63 kg | Banlung Tubtimdang Tailandia | Alireza Hoseinpur Irán      | Liang Yushuai China Zaid Al-Halawani Jordania             |
| –68 kg | Ulugbek Rashitov Uzbekistán  | Zaid Abdulkarim Jordania    | Matin Rezaei Irán Jin Ho-Jun Corea del Sur                |
| –80 kg | Park Woo-Hyeok Corea del Sur | Saleh El-Sharabati Jordania | Mehran Barjordari Irán Saif Al-Ramahi Irak                |
| +80 kg | Song Zhaoxiang China         | Arian Salimi Irán           | Smaiyl Duisebay · Kazajistán · Lee Meng-En · China Taipéi |

### Femenino
| Evento | Oro                              | Plata                      | Bronce                                                              |
| ------ | -------------------------------- | -------------------------- | ------------------------------------------------------------------- |
| –49 kg | Panipak Wongpattanakit Tailandia | Guo Qing China             | Mobina Nematzadeh Irán Madinabonu Mannopova Uzbekistán              |
| –53 kg | Park Hye-Jin Corea del Sur       | Lin Wei-Chun China Taipéi  | Charos Kayumova Uzbekistán Chutikan Jongkolrattanawattana Tailandia |
| –57 kg | Luo Zongshi China                | Lo Chia-Ling China Taipéi  | Phannapa Harnsujin Tailandia Kim Yu-Jin Corea del Sur               |
| –67 kg | Song Jie China                   | Feruza Sadikova Uzbekistán | Melika Mirhoseini Irán Bạc Thị Khiêm Vietnam                        |
| +67 kg | Zhou Zeqi China                  | Lee Da-Bin Corea del Sur   | Svetlana Osipova · Uzbekistán · Cansel Deniz · Kazajistán           |

### Mixto
| Evento | Oro                                              | Plata                                                           | Bronce |
| ------ | ------------------------------------------------ | --------------------------------------------------------------- | --- |
| Equipo | Cui Yang Song Zhaoxiang Song Jie Zhou Zeqi China | Park Woo-Hyeok Seo Geon-Woo Kim Jan-Di Lee Da-Bin Corea del Sur | Jasurbek Jaysunov Shuhrat Salayev Svetlana Osipova Ozoda Sobirjonova Uzbekistán Lý Hồng Phúc Phạm Minh Bảo Kha Bạc Thị Khiêm Phạm Ngọc Châm Vietnam |

## Medallero
| Núm. | País          | Oro | Plata | Bronce | Total |
| ---- | ------------- | --- | ----- | ------ | ----- |
| 1    | China         | 5   | 1     | 2      | 8     |
| 2    | Corea del Sur | 3   | 2     | 2      | 7     |
| 3    | Tailandia     | 2   | 0     | 2      | 4     |
| 4    | Uzbekistán    | 1   | 1     | 4      | 6     |
| 5    | Irán          | 0   | 3     | 4      | 7     |
| 6    | China Taipéi  | 0   | 2     | 1      | 3     |
| 6    | Jordania      | 0   | 2     | 1      | 3     |
| 8    | Kazajistán    | 0   | 0     | 2      | 2     |
| 8    | Vietnam       | 0   | 0     | 2      | 2     |
| 10   | Afganistán    | 0   | 0     | 1      | 1     |
| 10   | Irak          | 0   | 0     | 1      | 1     |
|      | TOTAL         | 11  | 11    | 22     | 44    |